# كوديماوية
الكوديماوية (الاسم العلمي:Codiaeae) هي قبيلة من النباتات تتبع الفصيلة الفربيونية من رتبة الملبيغيات.

## أجناس الكوديماوية
- الكوديم
- الفونتينة